# (7280) Bergengruen
(7280) Bergengruen ist ein Asteroid des Hauptgürtels, der vom deutschen Astronomen Freimut Börngen am 8. September 1988 an der Thüringer Landessternwarte Tautenburg (IAU-Code 033) im Tautenburger Wald in Thüringen entdeckt wurde.
Der Himmelskörper wurde nach dem deutsch-baltischen Schriftsteller und Dichter Werner Bergengruen (1892–1964) benannt, dessen novellistische Erzählungen einen Schwerpunkt in Bergengruens Werk ausmachen.